# Ron Fricke
Ron Fricke is een Amerikaanse filmregisseur en director of photography. Hij wordt beschouwd als een meester van de time-lapse-fotografie. 

## Filmografie

### Als regisseur
- Chronos (1985)
- Sacred Site (1986)
- Baraka (1992)
- Samsara (2011)

### Als director of photography
- Koyaanisqatsi (1982)
- Atomic Artist (1982)
- Chronos (1985)
- Sacred Site (1986)
- Baraka (1992)
- Samsara (2011)